# Drežnik (Užice)
Drežnik (Servisch: Дрежник) is een plaats in de Servische gemeente Užice. De plaats telt 761 inwoners (2002).